# À Sombra das Torres Ausentes
À sombra das torres ausentes (In the Shadow of No Towers no original) é uma série de histórias em quadrinhos, criado pelo quadrinista norte-americano Art Spiegelman. O livro versa sobre as experiências do artista ao atentado terrorista de 11 de setembro de 2001.
Devido à dificuldade de Spiegelman de conseguir publicá-lo nos Estados Unidos, o conteúdo do livro foi publicado como tira em 2002 pelo semanário alemão Die Zeit, levando dois anos e meio para ser concluído num total de dez pranchas coloridas. Também foi publicada uma parte do livro em uma coletânea de quadrinhos britânica chamada Dead Herring Comics. O álbum foi finalmente publicado na íntegra, nos Estados Unidos, pela editora Viking Books em 2004, tendo sido selecionado pelo The New York Times como um dos 100 mais notáveis livros do ano.
No Brasil, o livro foi publicado também em 2004 pela editora Cia. das Letras, tendo ganho, no ano seguinte, o Troféu HQ Mix de melhor edição especial estrangeira e melhor projeto gráfico.